# Shayna Dulberger
Shayna Dulberger (* 26. März 1983) ist eine US-amerikanische Jazz- und Improvisationsmusikerin (Kontrabass).

## Leben und Wirken
Shayna Dulberger wuchs in Mahopac bei Carmel (New York) auf und ist seit 2005 in der New Yorker Musikszene aktiv. Sie besuchte die Manhattan School of Music Preparatory School of the Arts, um anschließend an der Mason Gross School of the Arts an der Rutgers University zu studieren. Sie arbeitete zunächst mit William Parker (der ihr Mentor war), Warren Smith und Joe Daley. Sie leitete eigene Bandprojekte, wie das Kill Me Trio (mit Darius Jones und Jason Nazary, gleichnamiges Album 2007) sowie ein Quartett mit Yoni Kretzmer, Chris Welcome und Carlo Costa. Ferner spielte sie in Formationen von Jonathan Moritz, Chris Welcome, Bill Cole, Jeffrey Hayden Shurdut, Ras Moshe (Transcendence, 2007) und Elliott Sharp. Im Bereich des Jazz war sie zwischen 2004 und 2023 an 19 Aufnahmesessions beteiligt. Unter eigenem Namen legte sie zwei Alben vor. Zu hören war sie u. a. auch auf Jessica Pavones Album Clamor (2023).

## Diskographische Hinweise
- Basement Recordings (Empty Room Music, 2011)
- Ache & Flutter (Empty Room Music, 2013), mit Carlo Costa, Chris Welcome, Yoni Kretzmer

```
* 
Keir Neuringer
 / Shayna Dulberger / Julius Masri: 
Dromedaries II
 (
Relative Pitch Records
, 2020)	Rifts (the tenderfoot)
```